# Puy Tariol
Pour les articles homonymes, voir Tariol.
Le puy Tariol est un sommet des monts du Cantal dans le Massif central.

## Géographie
Le puy est situé au sud-est du puy de la Belle-Viste, sur la commune de Brezons.

## Protection environnementale
Le sommet est inclus dans la ZNIEFF de type 2 « Monts du Cantal », ainsi que dans la ZNIEFF de type 1 « Plomb du Cantal et Prat-de-Bouc ».